# Comuna Cerneatîn, Jmerînka
Cerneatîn (în ucraineană Чернятин) este o comună în raionul Jmerînka, regiunea Vinnița, Ucraina, formată din satele Cerneatîn (reședința), Sloboda-Cerneatînska și Tokarivka.

## Demografie
Componența lingvistică a satului Cerneatîn
     Ucraineană (96,64%)
     Rusă (3%)
     Alte limbi (0,24%)
Conform recensământului din 2001, majoritatea populației satului Cerneatîn era vorbitoare de ucraineană (96,64%), existând în minoritate și vorbitori de rusă (3%).